# Čenkov
Čenkov är en ort i Tjeckien.   Den ligger i regionen Mellersta Böhmen, i den centrala delen av landet, 50 km sydväst om huvudstaden Prag. Čenkov ligger 397 meter över havet och antalet invånare är 361.
Terrängen runt Čenkov är kuperad norrut, men söderut är den platt. Runt Čenkov är det ganska glesbefolkat, med 38 invånare per kvadratkilometer. Närmaste större samhälle är Příbram, 9,8 km söder om Čenkov. I omgivningarna runt Čenkov växer i huvudsak blandskog.